# Ninglinspo
De Ninglinspo is een zijriviertje van de Amblève nabij het Luikse plaatsje Nonceveux bij Remouchamps in de gemeente Aywaille. Het vormt de benedenloop van de (Ruisseau de) Hornay die ten zuiden van het plaatsje Vert Buisson in de gemeente Theux ontspringt.
De rivier dankt haar vreemde naam aan een fout door de Franse cartografen in 1876. Ze verwarden de naam van de rivier met die van een veld waar de rivier in de Amblève stroomt. De oorspronkelijke naam is eigenlijk de "Doulneux" welke aangeeft dat het afkomstig is van een Els. Er werd reeds gesproken over de rivier in 647 met de oorspronkelijke naam in het charter van Sigibert III. 
De Ninglinspo is de enige stortbeek van België. De loop van de Ninglinspo daalt van 420 meter naar 170 meter, is 3 kilometer lang en heeft hierdoor een gemiddeld verval van 8%. Ze overbrugt een hoogteverschil van 250 meter. De grootste waterval in de rivier is de Waterval van de Chaudière. Ze mondt uit in de Amblève net nadat deze in de Fonds de Quarreux overgaat. Door de erosie van het snelle en wervelende water ontstonden er enkele diepe, nauwe uithollingen die de bassins onderling verbinden. Deze bassins kregen poëtische namen zoals "Bad van het hert", "Bad van Diana", "Bubbels van de ketel", "Bad van de waternimfen", "Bad van Venus",... 
De vallei van de Ninglinspo is sinds 1949 geklasseerd als beschermd erfgoed en behoort zelfs tot het uitzonderlijk onroerend erfgoed van Wallonië. Europees is er bescherming als onderdeel van het Natura 2000-gebied Vallée de l'Amblève du Pont de Targnon à Remouchamps.

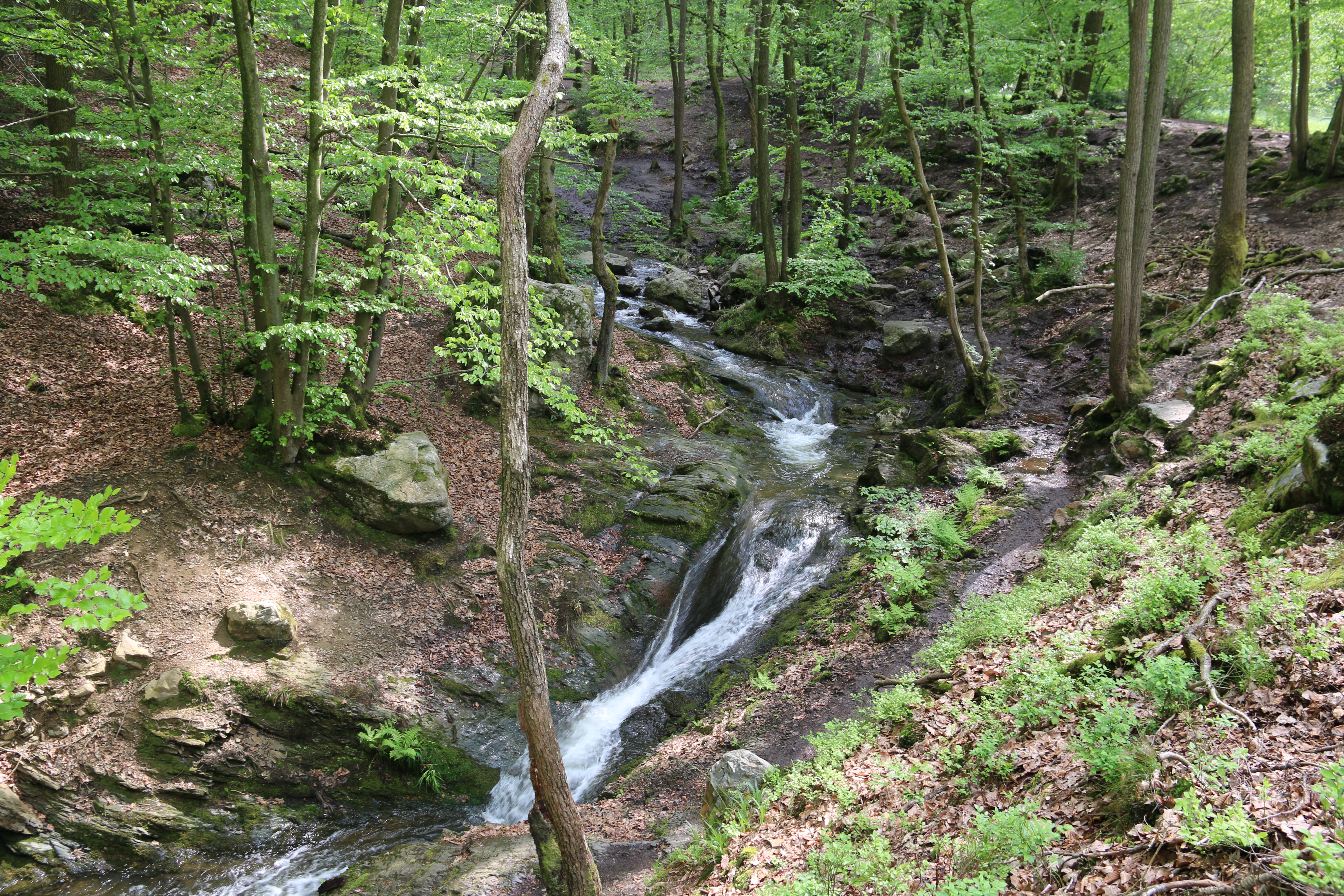
De Ninglinspo
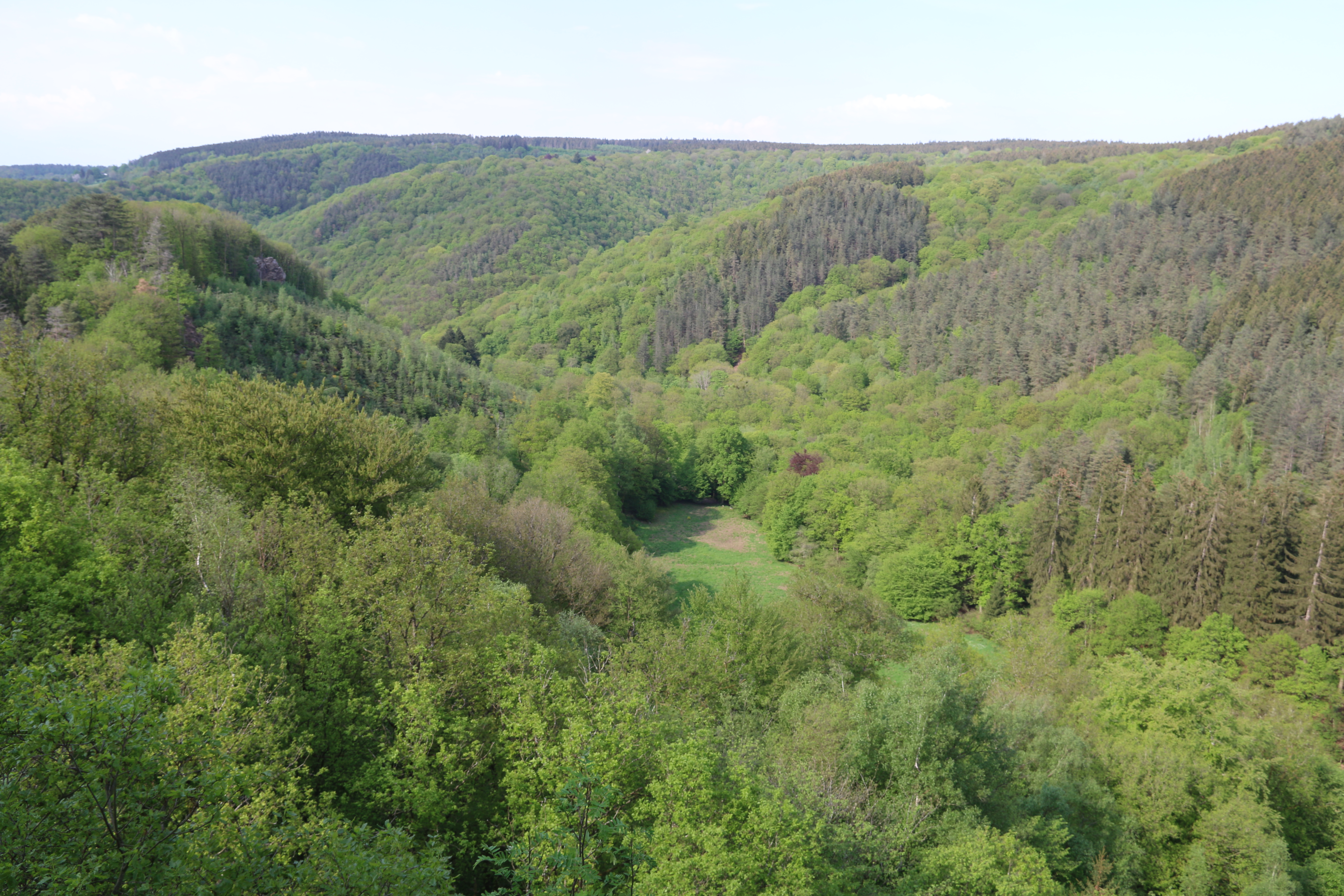
Uitzicht over de vallei van de Ninglinspo vanaf uitzichtspunt Drouet